# Muddusjaure
Muddusjaure är en sjö i Gällivare kommun i Lappland och ingår i Luleälvens huvudavrinningsområde. Sjön har en area på 4,27 kvadratkilometer och ligger 381,1 meter över havet. Muddusjaure ligger i Muddus Natura 2000-område. Sjön avvattnas av vattendraget Muddusälven (Muddusjåkkå).

## Delavrinningsområde
Muddusjaure ingår i det delavrinningsområde (743260-168711) som SMHI kallar för Utloppet av Muddusjaure. Medelhöjden är 419 meter över havet och ytan är 39,84 kvadratkilometer. Räknas de 17 avrinningsområdena uppströms in blir den ackumulerade arean 332,82 kvadratkilometer. Muddusälven (Muddusjåkkå) som avvattnar avrinningsområdet har biflödesordning 2, vilket innebär att vattnet flödar genom totalt 2 vattendrag innan det når havet efter 194 kilometer. Avrinningsområdet består mestadels av skog (41 procent) och sankmarker (48 procent). Avrinningsområdet har 4,46 kvadratkilometer vattenytor vilket ger det en sjöprocent på 11,2 procent.